# 德国联邦铁路VT11.5型柴油动车组
德国联邦铁路VT11.5型柴油动车组（英語：DB-Baureihe VT 11.5）通常被俗称为，是德国联邦铁路使用的一款柴油动车组型号。它曾是德国轨道车辆工业在1950年代开发的划时代产品及德国联邦铁路的旗舰车型。在后者于1968年1月1日引入新的定型规则后，VT11.5型的动车被重定型为601型，拖车则被重定型为901型。它们曾于1957年至1972年担当全欧快车服务，之后也被用于德国境内的城际列车服务（pp. 22–24）。

## 历史

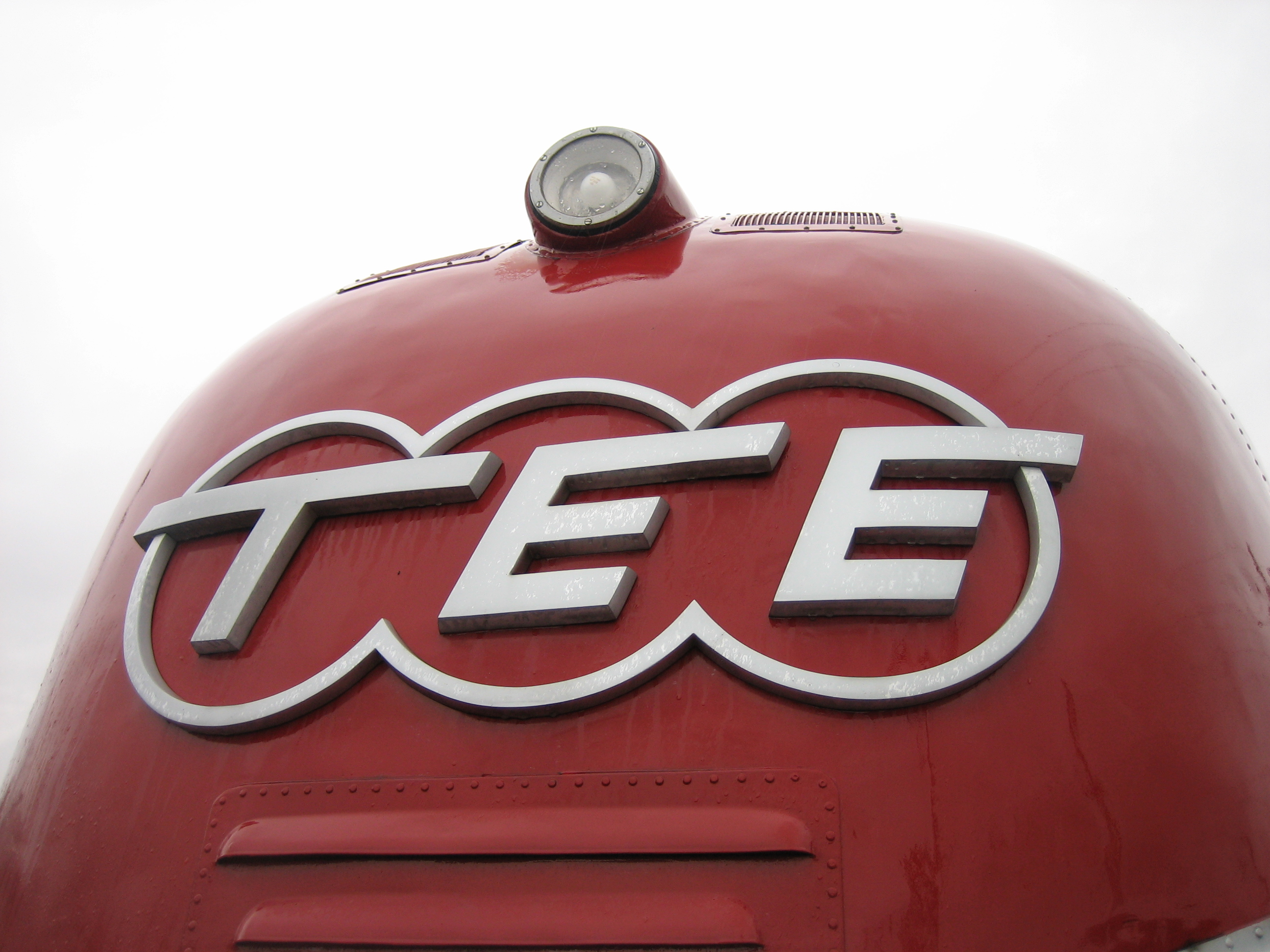
车头前脸

为了针对即将于1957年开办的国际化全欧快车（TEE）服务，提升旅客搭乘的舒适性，德国联邦铁路开始研制VT11.5型柴油动车组。它是根据弗兰茨·克鲁肯贝格在战前设计的德意志国铁路137 155型柴油动车组（p. 28）和战后生产的VT10.5型柴油动车组进行开发（p. 31）。新列车由7节常规编组构成（最高允许10节编组），包括两节动力车头、两节隔间座车、一节开放座车、一节带吧台和乘务室的进餐车厢以及一节厨房车厢，每列可提供122个座席及46个餐席（p. 31）。编组总重量为230吨，长度为130米，并使用自动化的沙芬贝格车钩进行连接（p. 24）。列车由德国建筑师及工业设计师克劳斯·弗雷舍所设计，后者曾长期担任MAN集团的设计部总监。至1957年，德国联邦铁路共接收了来自MAN集团交付的19节动力车厢、林克-霍夫曼-布希交付的23节隔间车厢和8节开放车厢，以及威格曼公司交付的8节餐车和9节厨房车厢（p. 54）。
从1963年起，第二批次的列车被出售至丹麦国家铁路，并用作开行丹麦本土的闪电列车（p. 50）。这些经过修改的版本被拆分为两个独立的单元装运至大贝尔特海峡渡轮，共有11组列车已售出（p. 49）。它们在当地被定型为“丹麦国铁MA型柴油动车组”，编号范围由460号至470号。1990年后，这些列车从丹麦的服务中逐渐淘汰，并捐赠至波兰的私营铁路，但在当地并未得到太多的运用（p. 53）。MA 460号編组如今被保存于丹麦铁路博物馆。

## 运用
自1957年起，VT11.5型动车组跟随全欧快车服务的开办而投入使用。因此在运行初期每日需要有5列车组担当以下的国际线路：
- 31/32次 “莱茵-美因号” 法兰克福－阿姆斯特丹[5]（p. 184）
- 74/75次 “蓝宝石号” 多特蒙德－奥斯滕德[2]（p. 74）
- 77/78次 “赫尔维蒂亚号” 汉堡－苏黎世[6]（p. 81）
- 168/185次 “巴黎-鲁尔号” 多特蒙德－巴黎[6]（p. 76）

随着电气化铁路网络不断扩张，以及柴油动车组的能力所限，使得许多国际线路的全欧快车服务在1960年代中期开始转变为机车牵引列车车厢的模式运行，例如TEE77/78次“赫尔维蒂亚号”列车。自1965年起，VT11.5型动车组又开始运用于其它线路中：
- 155/190次 “帕西法尔号” 汉堡－巴黎[5]（p. 200）
- 25/26次 “钻石号” 多特蒙德－安特卫普[6]（p. 113）
- 19/20次 “蓝宝石号” 法兰克福－奥斯滕德[6]（p. 95）

由于此时全欧快车已经开办本土线路的服务，601型动车组在1968年至1971年间也被用于长途列车（F）服务，然后又在新设立的城际列车类别中担当纯一等席别的服务（p. 149）：
- Ft38/37次 “汉斯·萨克斯号（Hans Sachs）” 多特蒙德－慕尼黑
- Ft140/141次 “萨克森骏马号（Sachsenroß）” 法兰克福－科隆
- Ft117/120次（IC） “摄政王号（Prinzregent）” 法兰克福－慕尼黑
- Ft170/171次（IC） “麦卡托号（Mercator）” 不来梅－斯图加特

在1969年至1979年期间的冬季运动季周末，601型动车组还会执行长途列车（1971年后为城际列车）“卡尔文德尔号（Karwendel）”，担当开往卡尔文德尔山脉周边冬季运动胜地的旅游专列：
- Ft1298/1299次 “卡尔文德尔号” 法兰克福－蒂罗尔州塞弗尔德

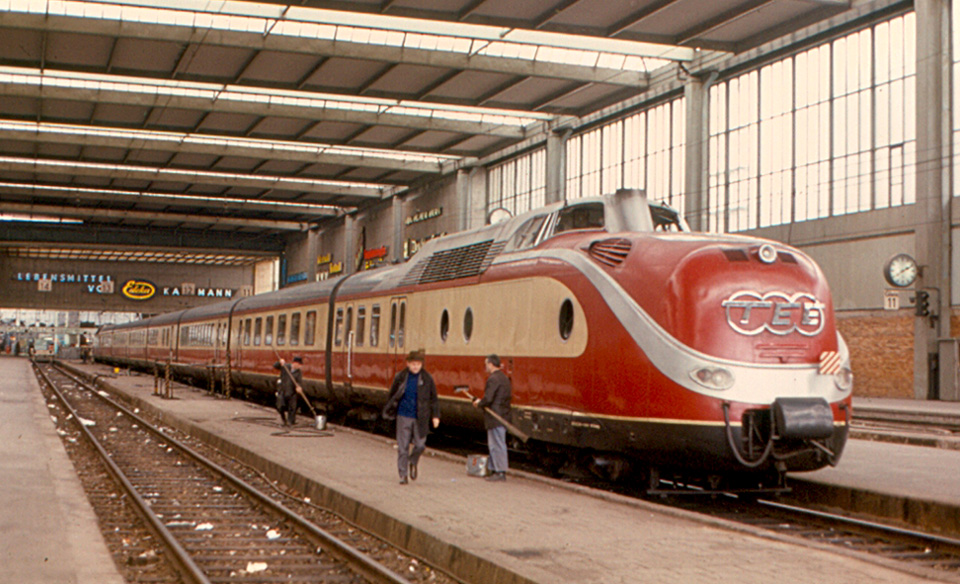
担当全欧快车米迪奥拉姆号服务的601型动车组停靠于慕尼黑（1970年）

1971年，德国联邦铁路逐渐将所有全欧快车服务整合入新设立的城际列车系统。601型动车组最后担当的全欧快车线路至1972年终止（p. 27）：
- 17/18次或84/85次 “米迪奥拉姆号” 慕尼黑－米兰

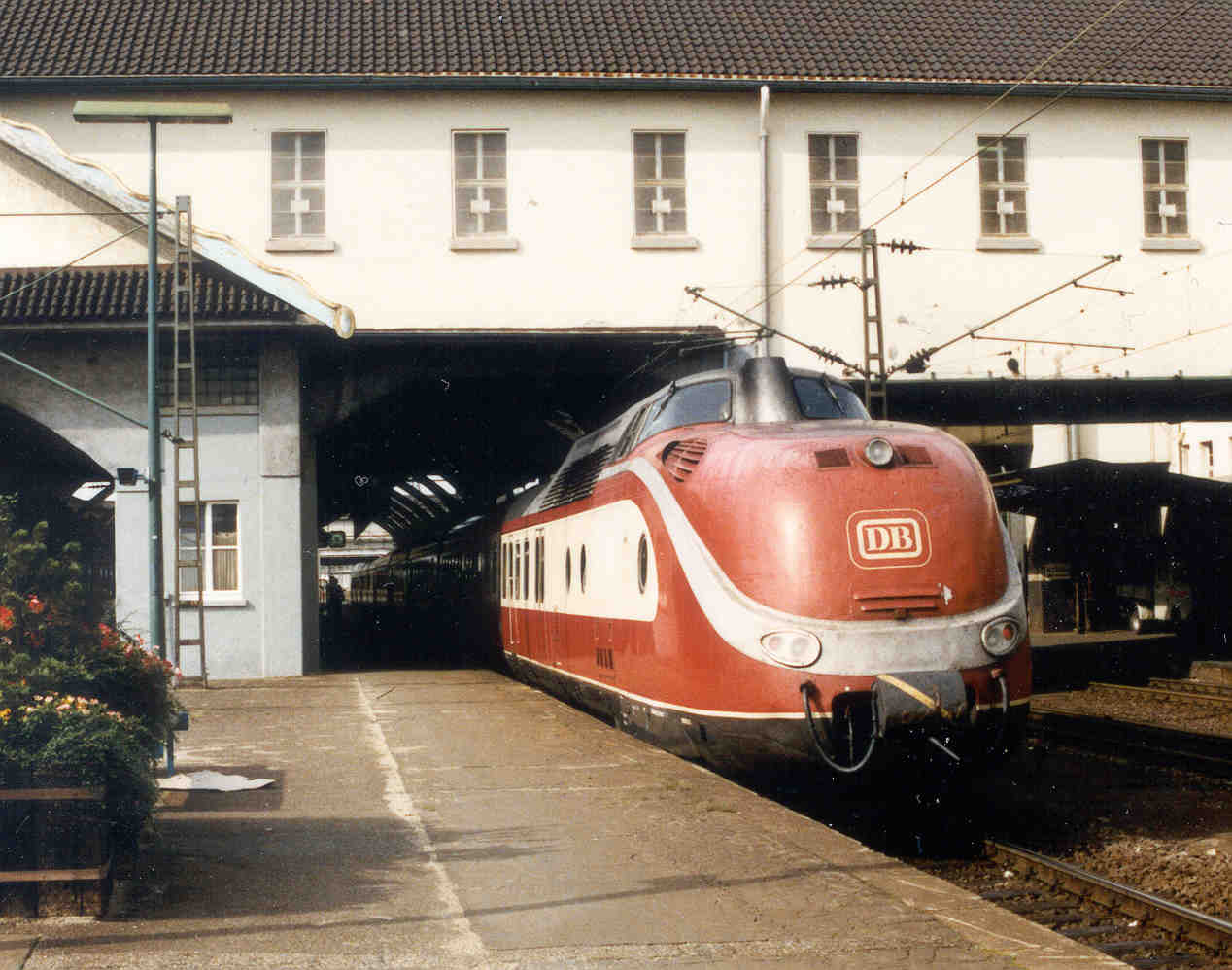
担当阿尔卑斯湖泊快车服务的601型动车组驶离达姆施塔特（1987年）

德国联邦铁路在1971年设立的全一等席别城际列车类别作为城市间的快速运输系统，构建了每两小时一班的运行网络。它允许601型/901型动车组在7节编组配置下的最高速度提升至160公里/小时。平均而言，每日约有6列601型/901型动车组在线上运行（p. 74）。为了使设有256个座席、采取10节编组的同型号列车也能达到160公里/小时的速度，有4辆动力车头的柴油发动机被替换成了2,200匹马力的燃气涡轮发动机。这些动力车头被重定型为602型。在城际列车网络于1979年引入两舱等级的服务、发车间隔提高至每小时一班后，601型/901型及602型/901型动车组在城际列车中的运用即宣告结束（p. 108）。
601型/901型动车组随后进行了改造，改造后的列车采用10节编组、可提供300个座席，并自1980年起开始担当旅游特别列车“阿尔卑斯湖泊快车（Alpen-See-Express）”的运输任务（p. 108）。这趟从汉堡及多特蒙德出发的旅游列车有时会重联至20节编组，再分别解编轮番运行至贝希特斯加登、格拉芬瑙/博登迈斯、希布鲁格/林道、奥伯斯多夫/塞费尔德、因斯布鲁克/滨湖采尔以及萨尔茨堡/贝希特斯加登等地。这项运用的部署一直持续至1988年。而自1987年起，所有的601型/901型动车组（除了已废弃的601 002号及901 403号车厢外）都被售往了意大利（p. 116）。

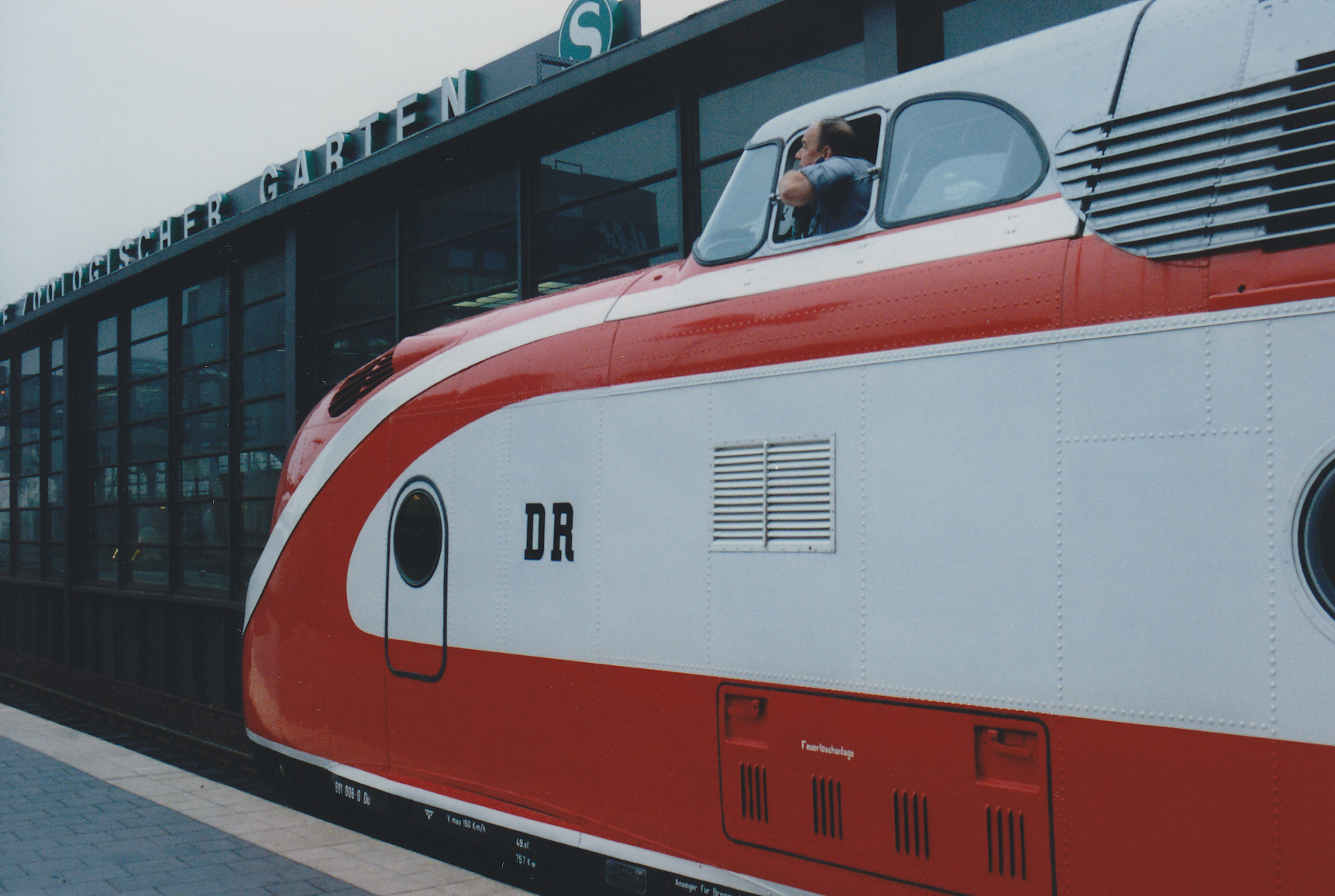
带有德国国营铁路标志的601型动车组（1990年）

1990年，德国国营铁路将一列10节编组的单元从意大利回租至德国，于同年7月27日至9月29日在汉堡至柏林间担当城际列车“马克思·利伯曼号（Max Liebermann）”的运营任务（p. 122）。这些动车组的601 006号及015号动力车头在随后被漆成了一个蓝色+米色涂装，并由奥格斯堡铁路及特别列车运营公司（ESG Augsburg）接管，如今陈列于奥格斯堡铁路公园。当地自2010年起还保有采用红色+米色涂装的6节编组同款列车，其中动力车头为601 013号及019号。自2007年起，德国厨师阿尔方斯·舒贝克还与奥格斯堡铁路及特别列车运营公司合作，在蓝色+米色涂装的车组中共同经营名为“舒贝克的蓝星列车（Schuhbeck’s Blue Star Train）”项目。列车从而被转化成一间204米长的餐厅，最多可容纳155名顾客同时就餐。
自2001年起，德国铁路计划对一列全欧快车样式的VT11.5型动车组进行重建及继续运行。然而，修复的成本却高达500万欧元，部分是由于如今苛刻的安全标准（紧急逃生门、阻燃地毯地等），因此该项目被迫停止。列车的零部件均在纽伦堡交通博物馆展出（pp. 22–24）。601 008号柴油动力车头、901 122号开放座车、901 203号隔间座车以及602 003号燃气涡轮动力车头则自2011年4月起陈列于内卡河畔霍尔布的SVG铁路体验世界（SVG Eisenbahn-Erlebniswelt）。此前燃气涡轮车头仅在纽伦堡交通博物馆中展出。
停放于莱比锡南车辆段扇形车库的601型/901型动车组在2012年1月16日遭遇了火灾，其中901 116号车厢被烧毁。这些车辆原本都是德国铁路博物馆的展示机车。2012年3月，车辆被移送至不同的地点：601 014号车头及901 115号、304号、401号车厢前往霍尔布的SVG铁路体验世界，601 018号车头前往海尔布隆南德铁路博物馆，901 121号及404号车厢则前往纽伦堡交通博物馆设于利希滕费尔斯的仓库保存。

## 技术

### VT11.5型/601型
VT11.5型或601型动车组在每节动力车头都配备一副1,030匹马力的MTU 12V 538 TA 10型12缸柴油发动机或1,100匹马力的迈巴赫 MD 650/1B型柴油发动机，以及由福伊特提供的液压传动装置（LT 360r型），最高速度可达140公里/小时，其后又被提升至160公里/小时。传动装置设于发动机下方的转向架上。制动系统采用空气盘式制动器辅以磁轨制动。所有中部车厢均有独立空调（p. 43）。
两节动力车头可以并行工作。通过电子多机控制器可以使额外两列动车组重联运行。该控制器亦与VT08型柴油动车组相兼容。

### 602型

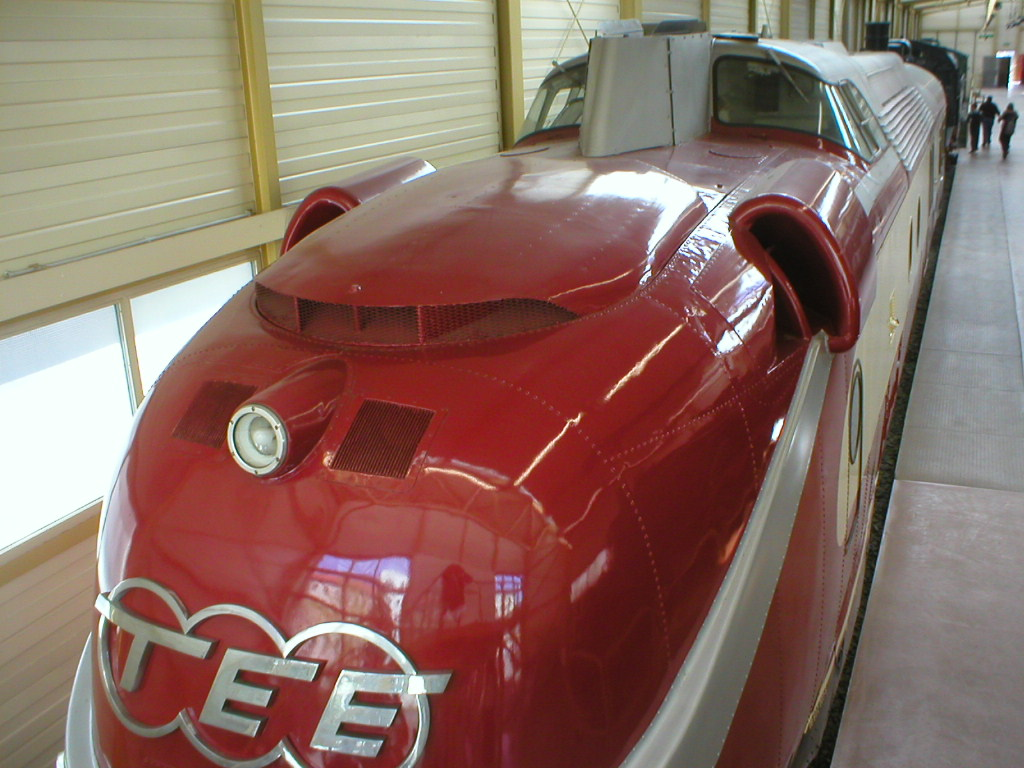
陈列于纽伦堡交通博物馆内的602型动力车头

有4辆601型动车组的动力车头在1970年代初将原本的柴油发动机替换为KHD提供的莱康明（TF35型）燃气涡轮发动机，最大可输出2,200匹马力。这些车辆因此被重定型为602型001号至004号（原车号为601 012号、003号、007号及010号）（p. 88）。在外观上，燃气涡轮的版本的进气口被显著增大（pp. 22–24）。
这4辆动力车头被用于担当城际列车服务。其定期运用始于1974年7月14日，在汉堡至路德维希港间运行的城际列车“萨克森骏马号”首次将动车组的两个车头置换为602型（p. 55）。自1975年1月起，一款新开发的平衡控制器使得燃气涡轮及柴油车头连动运行成为可能，因此同一列动车组便常由601型及602型车头混合运营。根据规定，4辆动力车头中将有3辆用于混合运营，另外1辆则作为储备车辆。
1975年4月，一列由2节602型动力车头及2节中部车厢组成的动车组，在策勒至于尔岑之间以217公里/小时的速度创下了德国内燃轨道车辆速度纪录。这一纪录直至2000年1月13日才被一列ICE-TD列车以222公里/小时的速度所打破。但如同210型及219型等其它燃气涡轮机车，在遭遇了发动机本身存在的问题及经济衰退后，602型车头也于1978年2月22日至1979年7月25日期间，在达到大修期限后退役（p. 46）。

### 文獻
1. Haydock, David. . Today's Railways. Sheffield: Platform 5 Publishing: 22–24. June–July 1996. ISSN 1354-2753 （英语）. 参数|journal=与模板{{cite web}}不匹配（建议改用{{cite journal}}或|website=） (帮助);
2. Hajt, Jörg. . Bonn/Königswinter: Heel. 2001. ISBN 3-89365-948-X. Hajt （德语）.
3. Berndt, Torsten. . Irsee: Märklin. 2002 （德语）.
4. Mertens, Maurice; Malaspina, Jean-Pierre. . Vannes: LR Presse. 2007. ISBN 978-29-036514-5-9. TEEFR （法语）.
5. Mertens, Maurice; Malaspina, Jean-Pierre. . Düsseldorf: alba. 2009. ISBN 978-3-87094-199-4 （德语）.
6. Goette, Peter. . Freiburg: EK Verlag. 2008. ISBN 978-3-88255-698-8. TEEDE （德语）.
7. Block, Rüdiger. . Freiburg: EK Verlag. 1988. ISBN 978-3-88255-698-8. TEEDE （德语）.